# Рязанская губернская учёная архивная комиссия
Рязанская губернская учёная архивная комиссия — научное историческое и краеведческое общество.

## История деятельности
Ещё в 1876 году А. В. Селивановым была впервые в печати высказана мысль о необходимости создания в Рязани музея и научного общества при нём.
Первые четыре губернские учёные архивные комиссии (ГУАК) «в виде опыта» были учреждены в 1884 году в Орловской, Рязанской, Тамбовской и Тверской губерниях. Рязанская комиссия была открыта директором археологического института, сенатором Н. В. Калачовым, 5 июня 1884 года; на первом, учредительном, заседании присутствовало 15 человек.
Ядро комиссии в своей значительной части состояло из учеников Д. И. Иловайского по 1-й Рязанской мужской гимназии: А. И. Черепнин, А. Д. Повалишин, А. П. Мансуров, B. C. Праотцев. Членами комиссии с момента её открытия были И. В. Добролюбов, А. В. Селиванов.
В 1904 году историк И. И. Игнатович отмечала: «Рязанская учёная архивная комиссия давно уже заявила себя рядом весьма ценных работ по истории крепостного права»; наиболее значительными были монографии А. Д. Повалишина и Н. С. Волконского. М. В. Довнар-Запольский в обзоре деятельности ГУАК, характеризуя работу Рязанской учёной комиссии, особое внимание уделил деятельности комиссии по изданию писцовых книг Рязанского края XVI—XVII вв. А. А. Кизеветтер, Ю. В. Готье отмечали вклад Рязанской учёной комиссии в изучении истории Отечественной войны 1812 года.
В результате деятельности комиссии был создан историко-археологический музей (1884, ныне — в составе историко-архитектурного музея-заповедника), собраны научная библиотеки в составе 13,5 тысяч книг, исторический архив в составе около 200 тысяч дел (явившегося базой для Государственного архива Рязанской области). С 1890 года начал действовать музей Рязанской губернской учёной архивной комиссии.
В общей сложности в состав комиссии входило 323 человека.

## Председатели комиссии
- 1884—?: Кастриота-Скандерберг;
- ?—1896: С. И. Урсати;
- 1896—1899: А. Д. Повалишин;
- 1899—1905: А. И. Черепнин[4];
- 1905—1918: С. Д. Яхонтов[5].